# Nuraghe Ponte Molinu
Il nuraghe Ponte Molinu (o Sa Rena) è ubicato in località S'Aspru in territorio di Siligo.
Il complesso è ubicato lungo il margine meridionale dell'altopiano de S'Aspru e si affaccia sulla valle denominata sa Tanca 'e su Tufu. Da qui si vedono i nuraghi di S'Iscala Ruja (che dista circa 600 m.) e il Nuraghe Curzu che si trova nella sottostante valle di Mesumundu.

## Descrizione
Si tratta di un nuraghe complesso costituito da una torre principale racchiusa entro un bastione trilobato a profilo concavo-convesso; i tre lati misurano rispettivamente:  m.18,60 sull'asse N-SE,  m.16,40 sull'asse N-SO e m.16,10 sull'asse S.